# Kōji Wakamatsu
Kōji Wakamatsu (若松 孝二, Wakamatsu Kōji), nom d'artiste de Takashi Itō (伊藤孝, Itō Takashi), né le 1er avril 1936 dans la préfecture de Miyagi et mort le 17 octobre 2012 à Tokyo, est un réalisateur japonais important des années 1970.

## Biographie
Kōji Wakamatsu grandit dans un village de la campagne japonaise. Adolescent, il est renvoyé du lycée agricole à la suite d'une bagarre, et décide de partir s'installer à Tokyo à l'âge de 17 ans. Il y fait différents métiers, mais se retrouve bientôt sous les verrous pour avoir participé à une rixe. À sa sortie de prison après 5 mois d'incarcération, il rejoint un clan de Yakuzas. C'est par ce biais qu'il découvre le monde du cinéma en surveillant les plateaux de tournage pour le compte de son organisation.
En 1959, il entame une carrière de réalisateur à la télévision avant de tourner, quatre ans plus tard, ses premiers films pour le cinéma. Il fait ses débuts dans le pinku eiga, genre érotique japonais qui lui laisse une totale liberté de ton. Ses films sont ainsi souvent très politiques et traitent des rapports de domination, qu'il soit homme/femme, étatique, ou autre.
En 1965, il fonde sa propre maison de production Wakamatsu Production, et réalise Les Secrets derrière le mur qui provoque l'indignation quasi générale et un incident diplomatique entre le Japon et l'Allemagne lorsque le film est sélectionné au Festival de Berlin.
Kōji Wakamatsu, qui coécrit la plupart de ses films avec Masao Adachi, réalise une dizaine de longs-métrages par an, souvent tournés dans l'urgence. Certains de ses films sont des brûlots anarchistes qui sont encore aujourd'hui censurés dans de nombreux pays tels que les États-Unis, la Russie ou la Chine. Réalisateur radical, il s'intéresse au mouvement d'extrême gauche japonais, ainsi qu'à la cause palestinienne.
En 1971, il obtient enfin une reconnaissance internationale à la Quinzaine des Réalisateurs du Festival de Cannes avec Les Anges violés et Sex Jack, et ralentit en même temps son rythme de production. Il produit cinq ans plus tard le controversé L'Empire des sens de Nagisa Oshima.
Kōji Wakamatsu est considéré comme « le réalisateur le plus important ayant émergé du pinku eiga » et « l'un des plus grands réalisateurs japonais des années 1960 ».
Ses deux derniers films United Red Army et Le Soldat dieu sont récompensés au Festival de Berlin en 2008 et en 2010.
Le 4 septembre 2012, il est invité au Festival international du cinéma de Venise où il déclare : « Maintenant je veux vraiment faire un film sur la Tokyo Electric Power Company. Personne ne veut en faire un, alors je vais sérieusement me battre contre Tepco. »
Il meurt un mois et demi plus tard après avoir été renversé, le 12 octobre, par un taxi dans le quartier de Shinjuku à Tokyo ,, alors qu'il rentrait d'une réunion consacrée au budget de son prochain film sur le lobby nucléaire et Tepco.

## Opinions
Koji Wakamatsu était communiste et partisan des guérillas armées dans les années 1970. Il a peu à peu changé de point de vue jusqu'à critiquer les groupes armés dans United Red Army. En 2010, il indique ne plus supporter « les militants qui appelaient à la guerre, à une révolution mondiale. […] Tout ce qu'ils savent faire c'est proférer des théories sans même accepter le fait que les temps ont changé. ».
Dans Le Soldat-dieu, il exprime clairement des positions pacifistes, condamnant les horreurs de la guerre.
En 2010, il explique que le cinéma est pour lui un outil lui permettant d'exprimer ce qu'il ressent, et que le point de départ de ses films est la colère.

## Méthodes
Les films de Koji Wakamatsu sont pour beaucoup tournés avec peu de moyens, ce qui constitue le mode de fonctionnement de Wakamatsu Production. Ses tournages sont courts, les prises sont peu nombreuses voire uniques. Il estime qu'en ne laissant « qu'une seule chance, vous n'avez pas besoin de répétition ».

## Filmographie sélective
Cette liste, non exhaustive, regroupe les films de Kōji Wakamatsu ayant fait l'objet d'une rétrospective à la Cinémathèque française ainsi que certains de ses titres plus récents (comme 25 novembre 1970 : le jour où Mishima choisit son destin et The Millennial Rapture).
- 1963 : Doux Piège (甘い罠, Amai wana?)
- 1964 : Passions contraires (逆情, Gyakujo?)
- 1965 : Le Curriculum Vitae des liaisons sexuelles (情事の履歴書, Joji no rirekisho?)
- 1965 : Relations perverses (歪んだ関係, Yuganda kankei?)
- 1965 : La Tombe de plomb (鉛の慕情, Namari no bohyo?)
- 1966 : Les Secrets derrière le mur (壁の中の秘事, Kabe no naka ho himegoto?)
- 1966 : Le Sang est plus rouge que le soleil (血は太陽よりも赤い, Chi wa taiyō yori akai?)
- 1966 : Quand l'embryon part braconner (胎児が密猟する時, Taiji ga mitsuryosuru toki?)
- 1967 : Jōyoku no kuro suisen情欲の黒水仙 (?)
- 1967 : Les Anges violés (犯された白衣, Okasareta hakui?)
- 1967 : Histoire de la violence de l'underground japonais : Le Sang de l'homme étrange (日本暴行暗黒史 異常者の血, Nihon bōkō ankokushi: Ijōsha no chi?)
- 1967 : Crimes sexuels (性犯罪, Seihanzai?)
- 1967 : Débauche (乱行, Ranko?)
- 1967 : Le Vagabond du sexe (性の放浪, Sei no hōrō?)
- 1968 : La femme qui prête son ventre (腹貸し女, Haragashi onna?)
- 1968 : Les Six Épouses de Ching (金瓶梅, Kinpeibei?)
- 1969 : Nouvelle histoire de la violence de l'underground japonais : Chronique de la vengeance (新日本暴行暗黒史 復讐鬼, Shin Nihon bōkō ankokushi: Fukusyuuki?)
- 1969 : La Saison de la terreur (テロルの季節, Gendai koshoku den: Teroru no kisetsu?)
- 1969 : Running in Madness, Dying in Love (狂走情死考, Kyoso joshi-ko?)
- 1969 : Naked Bullet (裸の銃弾, Otoko goroshi onna goroshi: Hadaka no judan?)
- 1969 : Violence sans raison (理由なき暴行 現代性犯罪絶叫篇, Gendai sei henzai zekkyō hen: Ryū naki bōkō?)
- 1969 : Va, va, vierge pour la deuxième fois (ゆけゆけ二度目の処女, Yuke yuke nidome no shojo?)
- 1969 : La Vierge violente (処女ゲバゲバ, Shojo geba-geba?)
- 1970 : Drames violents en plein jour (真昼の暴行劇, Mahiru no bōkō-geki?)
- 1970 : Le Fou de Shinjuku (新宿マッド, Shinjuku maddo?)
- 1970 : Sex Jack (性賊, Seizoku?)
- 1970 : La femme qui voulait mourir (性輪廻 死にたい女, Segura magura: Shinitai onna?)
- 1971 : La Fleur secrète (秘花, Hika?)
- 1971 : Armée rouge – FPLP : Déclaration de guerre mondiale (赤軍派-PFLP 世界戦争宣言, Sekigun-PFLP: Sekai senso sengen?), coréalisé avec Masao Adachi
- 1971 : Je suis mouillée (私は濡れている, Watashi wa nureteiru?)
- 1972 : L'Extase des anges (天使の恍惚, Tenshi no kōkotsu?)
- 1977 : L'Éternel Éros (聖母観音大菩薩, Seibo Kannon daibosatsu?)
- 1978 : Le Violeur récidiviste (十三人連続暴行魔, Jusan-nin renzoku bokoma?)
- 1979 : La Proie (餌食, Ejiki?)
- 1982 : Piscine sans eau (水のないプール, Mizu no nai pūru?)
- 1989 : Plus facile qu'un baiser (キスより簡単, Kiss yori kantan?)
- 1990 : Prêt à tirer (われに撃つ用意あり, Ware ni utsu yoi ari?)
- 1992 : Sosuke, le cocu (寝盗られ宗介, Netorare Sosuke?)
- 1992 : Les Liaisons érotiques (エロティックな関係, Erotikkuna kankei?)
- 1995 : Endless Waltz (エンドレス・ワルツ?)
- 2004 : Éducation parfaite : Désir meurtrier (完全なる飼育 赤い殺意, Kanzennaru shiiku: Akai satsui?)
- 2005 : Paysage de 17 ans (17歳の風景 少年は何を見たのか, 17-sai no fūkei: Shōnen wa nani o mita no ka?)
- 2007 : United Red Army (実録・連合赤軍 あさま山荘への道程, Jitsuroku rengō sekigun: Asama sansō e no michi?)
- 2010 : Le Soldat dieu (キャタピラー, Kyatapirā?)
- 2012 : Kaien hoteru · burū (海燕ホテル・ブルー?)
- 2012 : 25 novembre 1970 : le jour où Mishima choisit son destin (11・25自決の日 三島由紀夫と若者たち, 11.25 Jiketsu no hi: Mishima Yukio to wakamonotachi?)
- 2012 : The Millennial Rapture (千年の愉楽, Sennen no yuraku?)